# Macroptila monstralis
Macroptila monstralis là một loài bướm đêm thuộc phân họ Arctiinae, họ Erebidae.